# 2942 Cordie
2942 Cordie este un asteroid din centura principală, descoperit pe 29 ianuarie 1932 de Karl Reinmuth.